# Sciades dowii
Sciades dowii är en fiskart som först beskrevs av Gill, 1863.  Sciades dowii ingår i släktet Sciades och familjen Ariidae. IUCN kategoriserar arten globalt som livskraftig. Inga underarter finns listade i Catalogue of Life.